# Galumna nigra
Galumna nigra är en kvalsterart som först beskrevs av Ewing 1909.  Galumna nigra ingår i släktet Galumna och familjen Galumnidae. Inga underarter finns listade i Catalogue of Life.